# Rio Verde (rio de Goiás)
O rio Verde ou Verdinho é um curso de água que banha o estado de Goiás, no Brasil. Cruza os municípios de Mineiros, Serranópolis, Jataí, Itarumã e Caçu onde deságua no Rio Paranaíba.
O rio Verde possui duas usinas hidroelétricas, a UHE Salto e a UHE Salto do Rio Verdinho. A Usina Hidrelétrica Salto Rio Verdinho (UHE SRV) está localizada entre os municípios de Caçu (margem esquerda) e Itarumã (margem direita) e fica próxima ao distrito de Itaguaçu, pertencente ao município de São Simão, distante cerca de 20 quilômetros do local projetado para o barramento. O projeto de potência instalada é de 93 megawatts, dividida em duas unidades geradoras de 46,5 MW cada uma..